# Wieselstein (Tennengebirge)
Der Wieselstein ist ein Berg im nördlichen Teil des Tennengebirges in den nördlichen Kalkalpen im Salzburger Land.

## Lage
Der Wieselstein erhebt sich im Norden des Tennengebirges rund 1800 Meter über dem Salzach- und Lammertal. Der Berg fällt nach Westen und Norden mit steilen Felsabbrüchen ins Tal der Salzach ab, während er nach Osten und Süden flacher ins Karstgelände des weitläufigen Plateaus des Tennengebirges übergeht.
Er besteht aus insgesamt drei Gipfeln: Südlicher Wieselstein, mit 2315 m der höchste, Mittlerer Wieselstein (2300 m ⊙) und Nördlicher Wieselstein (2188 m ⊙), ein markanter Felsturm. Alle drei sind durch einen unschwierigen Felsgrat miteinander verbunden, wobei der Mittlere Wieselstein als einziger kein Gipfelkreuz hat, jedoch am häufigsten bestiegen wird.
Von seinen drei Gipfeln bieten sich herrliche Ausblicke über das Plateau sowie hinüber auf die Berchtesgadener Alpen und hinaus bis zur Stadt Salzburg. Über den Grat der Wieselsteine verläuft die Grenze zwischen dem Tennengau und dem Pongau, auf der Nordseite liegt die kleine Stefan-Schatzl-Hütte und auf der Südseite das Leopold-Happisch-Haus.

## Routen
Der Wieselstein zählt wie die meisten übrigen Berge im Tennengebirge zu leicht ersteigbaren, also ohne Kletterei erreichbaren Gipfeln. Für eine Besteigung sind dennoch Trittsicherheit, Schwindelfreiheit, gute Kondition und alpine Erfahrung notwendig. Unerwartete Gefahren, etwa Verirren bei Nebel oder plötzliches Unwetter machen das Tennengebirge zu einem gefürchteten Gebiet unter Bergsteigern. Selbst an schönen Sommertagen wird der Wieselstein nicht besonders stark besucht, die Anstiege sind einfach zu ruppig und lang. Generell kann gesagt werden, dass der Berg im Winter als Skitour vom Pass Lueg aus häufiger besucht wird als im Sommer als Bergtour.
Die Routen sind:
- Von Scheffau am Tennengebirge, Gehzeit: 6 Stunden, Höhenunterschied: 1.750 Meter: Eine landschaftlich reizvolle, jedoch anstrengende Route beginnt am Gasthaus Lammerklause direkt an der Lammertal Bundesstraße. Über die Schatzl-Hütte führt der Weg-Nr. 212 stetig ansteigend am Knallstein vorbei durch verschiedene Vegetationsstufen, bis der Mittlere Wieselstein erreicht ist. Durchgehend markiert und alpinistisch unschwierig.
- entweder vom Pass Lueg, vom Gasthaus Stegenwald, oder von der Eisriesenwelt über Happisch-Haus, von dort ab dem Schutzhaus Gehzeit 2 Stunden, Höhenunterschied 400 Meter, auf dem markierten Steig Nr. 212 nordwärts über Karst- und Schrofengelände auf den Mittleren Wieselstein, durchgehend markiert
- von Werfenweng oder Lungötz über die Söldenhütte, dann Tauernscharte und Hochplateau, lange Tour

Über die Wieselsteine führt eine der möglichen Tennengebirgsüberschreitungen.